# بروتوكول بشأن الأسلحة الحارقة
بروتوكول متعلق بحظر أو تقييد استخدام الأسلحة الحارقة، والمعروف أيضًا باسم البروتوكول الثالث، وهو أحد البروتوكولات الخمسة الملحقة بـ اتفاقية عام 1980 بشأن حظر أو تقييد استعمال أسلحة تقليدية معينة يمكن اعتبارها مفرطة الضرر أو عشوائية الأثر. أبرم البروتوكول في جنيف بتاريخ 10 أكتوبر 1980، ودخل حيّز التنفيذ في 2 ديسمبر 1983. وحتى الآن صادقت علي البروتوكول 126 دولة طرفا.

## نظرة عامة
هو معاهدة للأمم المتحدة تضع قيودًا على استخدام الأسلحة الحارقة، وهي الأسلحة المصممة لإشعال الحرائق أو لإحداث إصابات حارقة للأشخاص من خلال تأثير اللهب أو الحرارة أو التفاعل الكيميائي للمواد المستخدمة فيها. لا يبدو أن الأسلحة الحارقة كفئة تشمل ضمن تصنيفها الأسلحة الحرارية الانفجارية، كما أنه لا يبدو أن القانون الدولي يحظر استخدام الذخائر الحرارية الانفجارية ضد الأهداف العسكرية. قد يكون استخدام هذه الأسلحة ضد السكان المدنيين أو البنية التحتية المدنية محظورا بموجب هذا البروتوكول. اعتبارا من نوفمبر 2022، فشلت جميع المحاولات السابقة لتنظيم أو تقييد استخدام الأسلحة الحرارية.

## المضمون
يحظر البروتوكول، في جميع الأحوال، جعل السكان المدنيين سواء كانوا أفرادا أو أهدافا مدنية، هدفًا للهجوم باستخدام أي سلاح أو ذخيرة صُمّمت أساسًا لإشعال الحرائق أو لإحداث إصابات حارقة للأشخاص من خلال تأثير اللهب، أو الحرارة، أو مزيج بينهما، الناتج عن تفاعل كيميائي للمادة المستخدمة ضد الهدف. كما يحظر البروتوكول استخدام الأسلحة الحارقة المحمولة جوًا ضد أهداف عسكرية تقع ضمن مناطق يتواجد بها تجمعات سكانية مدنية، ويحد كذلك من استخدام الأسلحة الحارقة التي تُطلق بوسائل أخرى.ويُمنع استهداف الغابات والنباتات الأخرى، إلا إذا كانت تُستخدم في إخفاء مقاتلين أو أهداف عسكرية أخرى.
يتضمن البروتوكول أيضًا أنواع معينة من الذخائر مثل قذائف الدخان التي يكون لها تأثير حارق ثانوي أو إضافي فقط؛ ولا تُعتبر هذه الأنواع من الذخائر ضمن فئة الأسلحة الحارقة.